# Maruša Štibelj
Maruša Štibelj, slovenska slikarka, vizualna umetnica, 1986.
Rodila se je v Kranju kot hči gostilničarja. Diplomirala je na Pedagoški fakulteti Univerze v Ljubljani iz likovne pedagogike.
Leta 2018 je na Salonu lepih umetnosti v Parizu prejela nagrado žirije za delo »Chronically late«. Nagrado je prejela v kategoriji slikarstva za delo Carosel, nastalo v tehniki kolaža.
Leta 2024 je dobila priložnost biti del razstave "Plastenja" v Cukrarni v Ljubljani, ki želi ljudem približati kolaž in asemblaž slovenskih umetnikov. 